# Trzynastka (miesięcznik)
Trzynastka- miesięcznik dla nastolatek, wydawany przez Egmont Polska od marca 2001 r. Magazyn poświęcony jest modzie, urodzie, gwiazdom, zawiera artykuły poradnicze. Do każdego wydania dołączony jest prezent.